# Kriszkés
A kriszkés  a Frank Herbert által kitalált Dűne-univerzum legfőbb bolygóján, az Arrakison (más néven Dűnén) élő fremenek szent kése.
A halott homokféreg fogából készítik. Színe tejfehér, dupla éle van. Két változata van, a „rögzített” és a „rögzítetlen”. A rögzítetlen kés elporlad, ha huzamosabb időre kikerül az emberi test elektromos teréből. A rögzített késeket raktározás céljára tartósítják. Mindkét változat kb. 20 cm hosszú.
A fremenek hagyományai szerint a kriszkést nem szabad megmutatni senkinek; ha előveszik, vérnek kell hozzá tapadnia, mielőtt visszateszik a tokjába. Előírás az is, hogy a kriszkés nem hagyhatja el a szülőbolygóját, és értelemszerűen nem birtokolhatja idegen. A tulajdonos halála után a kriszkés elbomlik. Minden fiatal fremennek egy rituális próbatételen kell átesnie, mielőtt felnőttnek számítana, és megkapná a saját kriszkését.